# Día del alfabeto coreano

Hunmin Jeongeum

El Hunmin Jeongeum (en español El Día del Hangul llamado también Día de la Proclamación del Hangul o asimismo Día del Alfabeto Coreano) es una fiesta nacional de Corea que conmemora la invención y proclamación, por parte del rey Sejong el Grande, del repertorio Hangul, el alfabeto propio del idioma coreano. Se celebra el 9 de octubre en Corea del Sur y el 15 de enero en Corea del Norte.
Según la Crónica del rey Sejong, este monarca proclamó la publicación del Hunminjeongeum, documento que presentaba el alfabeto recientemente creado y que en un principio fue conocido por ese mismo nombre. La proclamación tuvo lugar en 1446, en el mes noveno del calendario lunar. En 1926 la Sociedad Hangul celebró el octavo sexagésimo (es decir, el 480 aniversario) de la declaración del Hangul, el último día del mes noveno del calendario lunar, correspondiente al 4 de noviembre del calendario gregoriano. Miembros de la Sociedad declararon que era la primera vez que se observaba el "Gagyanal (가갸날)", término que procede de "Gagyageul (가갸글)", un nombre antiguo del Hangul basado en una recitación nemotécnica que se iniciaba con las palabras "gagya geogyeo (가갸거겨)". El nombre de la conmemoración se cambió a "Hangullal" en 1928, poco después de que el término "Hangul", acuñado en 1923 por Ju Si-gyeong, alcanzara aceptación general como nombre moderno del alfabeto. El día se observó según el calendario lunar.
En 1931 el día se trasladó al 29 de octubre del calendario gregoriano. En 1934 surgió la idea de que había que partir del calendario juliano, que era el que estaba en uso en 1446, de modo que el día se trasladaría al 28 de octubre
El descubrimiento en 1941 de una copia original del Hunminjeongeum Haerye, un volumen de comentarios al Hunmin Jeongeum, aparecido poco después que el documento al que comentaba, revelando que el Hunmin Jeongeum se anunció durante los primeros diez días (sangsun; 상순; 上旬) del mes noveno. El décimo día del mes noveno de 1446 es equivalente en el calendario lunar al 9 de octubre de 1446 en el calendario juliano. Después de que el gobierno surcoreano se estableciera en 1945, el Día del Hangul se declaró feriado laboral cada 9 de octubre.
La condición de día feriado le fue retirada en 1991 debido a presiones de la patronal Chaebol para que se incrementase el número de días laborables, junto con la adopción del Día de las Naciones Unidas. Sin embargo, el Día del Hangul sigue considerándose un día de conmemoración nacional. La Sociedad Hangul promueve sin éxito que el Día del Hangul recupere su antigua condición de fiesta no laborable.
Corea del Norte celebra el equivalente Día del Chosŭn'gŭl el 15 de enero, conmemorando el día de 1445 (1444 en el calendario lunar) en que sitúan la auténtica fecha de creación del Hunmin Jeongeum.
Algunos lingüistas alemanes y estadounidenses, incluyendo a James D. McCawley, celebran anualmente este día en reconocimiento a la creación del alfabeto coreano como un logro de significación mundial.

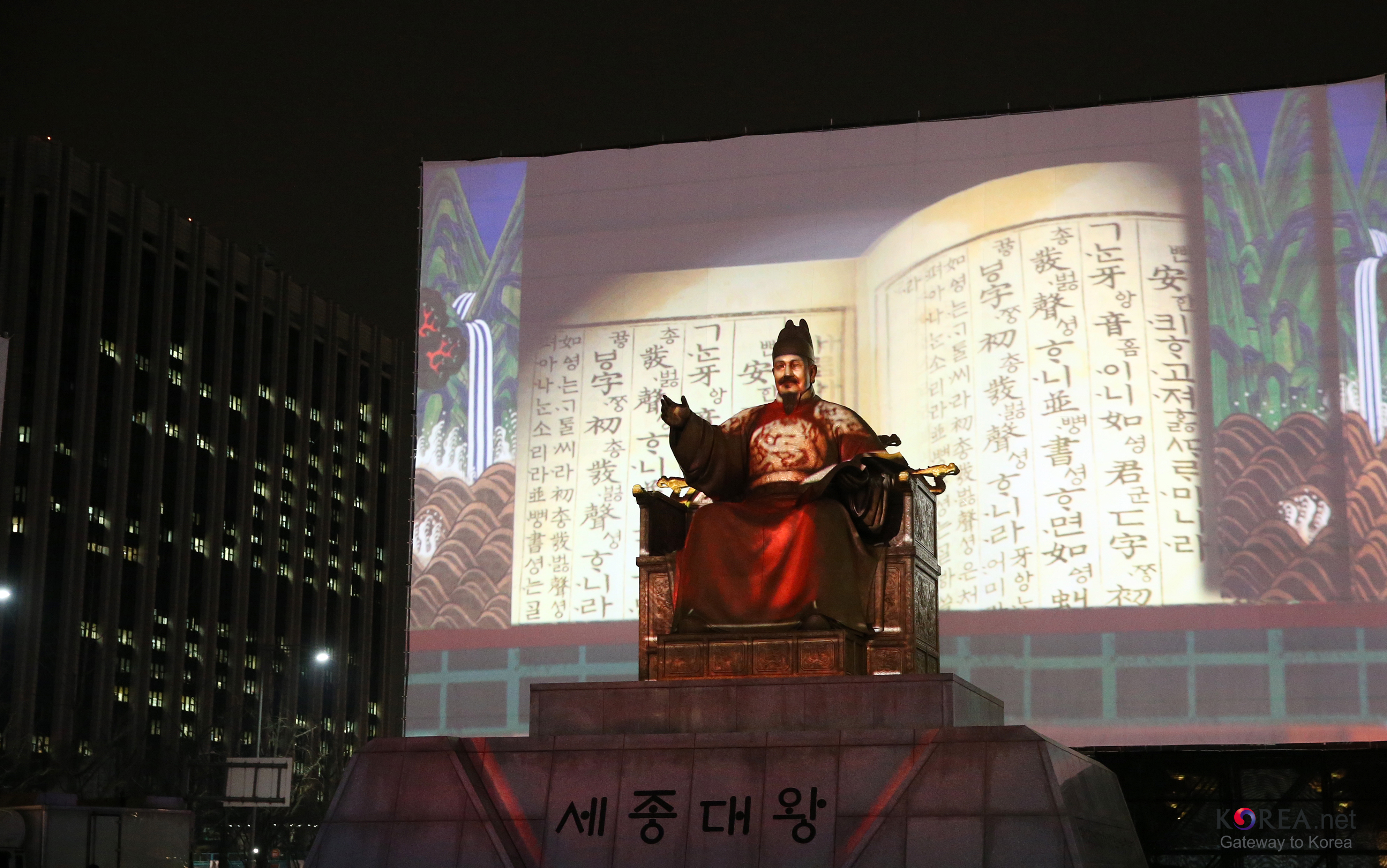
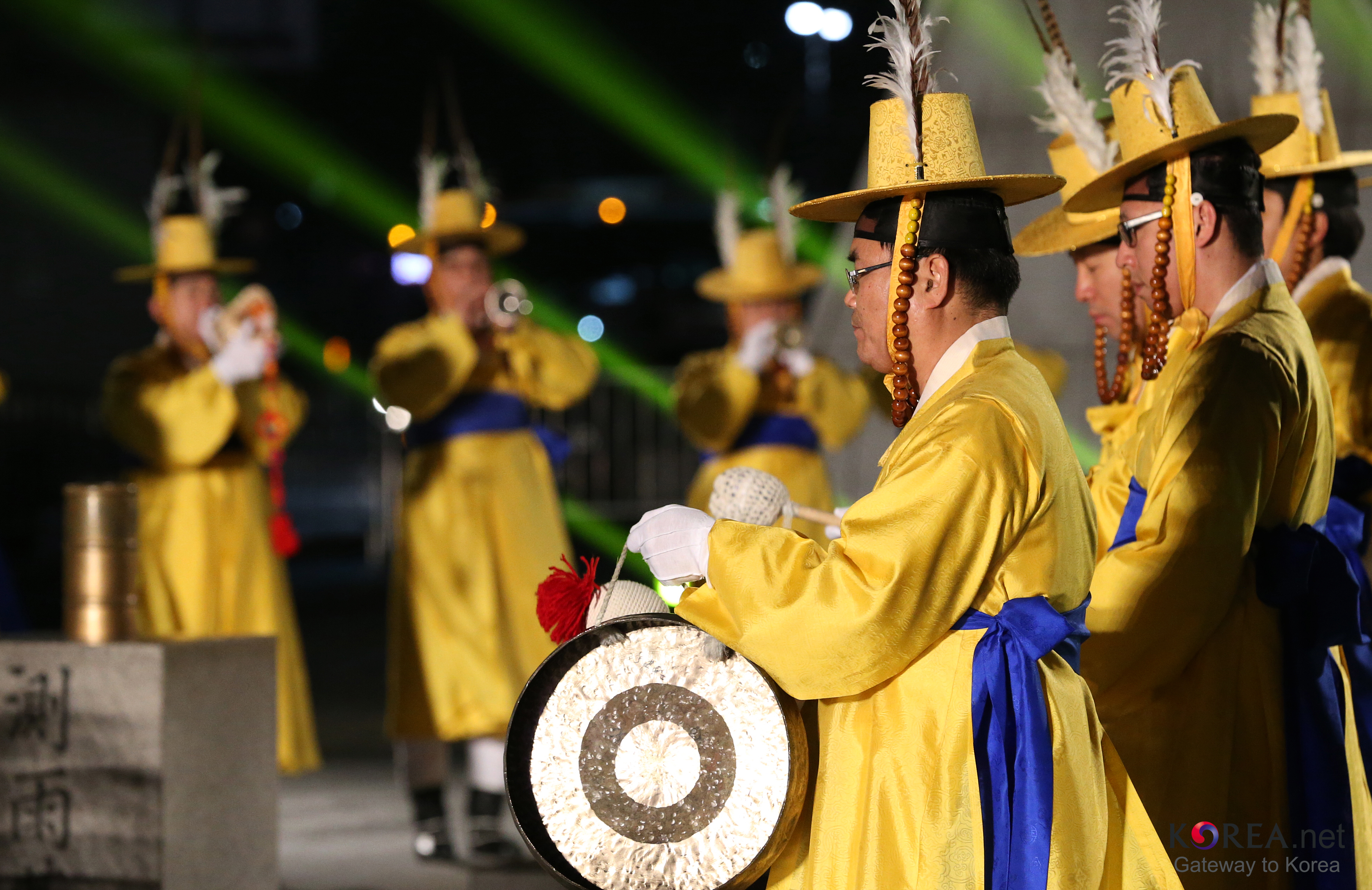